# Campeonato Africano de Futebol Sub-23 de 2015
O Campeonato Africano de Futebol Sub-23 de 2015 foi a 2ª edição da competição organizada pela Confederação Africana de Futebol (CAF) para jogadores com até 23 anos de idade. O evento foi realizado no Senegal entre os dias 28 de novembro e 12 de dezembro.
A Nigéria conquistou pela primeira vez o título de campeão da competição se classificando para a disputa dos Jogos Olímpicos do Rio de Janeiro junto com a Argélia e a África do Sul.

## País sede
O torneio foi inicialmente marcado para ser sediado na República Democrática do Congo de 5 á 19 de dezembro de 2015.  No entanto a Confederação Africana de Futebol decidiu mudar a sede da competição para o Senegal.  e também a data da competição foi mudada para o dia 28 de novembro até 12 de dezembro.

## Participantes
- África do Sul
- Argélia
- Egito
- Mali
- Nigéria
- Senegal (País sede)
- Tunísia
- Zâmbia

## Sedes
Abaixo estão os dois estádios escolhidos para sediar a competiçã. 
| Dakar                         | M'Bour                |
| ----------------------------- | --------------------- |
| Estádio Léopold Sédar Senghor | Estádio Caroline Faye |
| Capacidade: 60 000            | Capacidade: 5 000     |
|                               |                       |

## Árbitros
Foram selecionados 10 árbitros e 13 árbitros assistentes.
Árbitros
- Redouane Jiyed
- Juste Ephrem Zio
- Joshua Bondo
- Mehdi Abid Charef
- Hudu Munyemana
- Antoine Max Depadoux Effa Essouma
- Hamada Nampiandra
- Bienvenu Sinko
- Malang Diedhiou
- Youssef Essrayri

Árbitros assistentes
- Jerson dos Santos
- Arsenio Marengula
- Eldrick Adelaide
- Drissa Kamory Niare
- Berhe O. Michael
- Yahaya Mahamadou
- Mark Sonko
- Samba Malik
- Elmoiz Ali Mohamed Ahmed
- Mahmoud Ahmed Abo el Regal
- Issa Yaya
- Oliver Safari
- Sidiki Sidibe

## Fase de grupos
|  | Equipes classificadas para o Jogos Olímpicos de Verão de 2016 |

Todas as partidas seguem o fuso horário de Senegal (UTC+0)

### Grupo A
| Seleção       | P | J | V | E | D | GP | GC | SG |
| ------------- | - | - | - | - | - | -- | -- | -- |
| Senegal       | 9 | 3 | 3 | 0 | 0 | 6  | 1  | +5 |
| África do Sul | 6 | 3 | 2 | 0 | 1 | 5  | 5  | 0  |
| Tunísia       | 3 | 3 | 1 | 0 | 2 | 2  | 4  | -2 |
| Zâmbia        | 0 | 3 | 0 | 0 | 3 | 3  | 6  | -3 |

| 28 de novembro | Senegal                         | 3–1       | África do Sul         | Estádio Léopold Sédar Senghor, Dakar |
| 15:00          | Keita 16' (pen.) 21' · Sarr 87' | Relatório | Ntshangase 28' (pen.) | Árbitro: Rédouane Jiyed              |

| 28 de novembro | Zâmbia       | 1–2       | Tunísia       | Estádio Léopold Sédar Senghor, Dakar |
| 18:00          | Kampamba 15' | Relatório | Jouini 3' 83' | Árbitro: Juste Ephrem Zio            |

| 1 de dezembro | África do Sul               | 3–2       | Zâmbia | Estádio Léopold Sédar Senghor, Dakar |
| 15:00         | Masuku 46' · Motupa 51' 58' | Relatório |        | Árbitro: Mehdi Abid Charef           |

| 1 de dezembro | Tunísia | 0-2       | Senegal                  | Estádio Léopold Sédar Senghor, Dakar |
| 18:00         |         | Relatório | Diédhiou 8' · Diallo 84' | Árbitro: Bienvenu Sinko              |

| 4 de dezembro | Senegal   | 1-0       | Zâmbia | Estádio Léopold Sédar Senghor, Dakar |
| 17:00         | Diallo 3' | Relatório |        | Árbitro: Joshua Bondo                |

| 4 de dezembro | África do Sul | 1–0       | Tunísia | Estádio Caroline Faye, M'Bour |
| 17:00         | Masuku 85'    | Relatório |         | Árbitro: Hamada Nampiandra    |

### Grupo B
| Seleção | P | J | V | E | D | GP | GC | SG |
| ------- | - | - | - | - | - | -- | -- | -- |
| Argélia | 5 | 3 | 1 | 2 | 0 | 3  | 1  | +2 |
| Nigéria | 5 | 3 | 1 | 2 | 0 | 5  | 4  | +1 |
| Mali    | 3 | 3 | 1 | 0 | 2 | 3  | 5  | -2 |
| Egito   | 2 | 3 | 0 | 2 | 1 | 3  | 4  | -1 |

| 29 de novembro | Egito       | 1–1       | Argélia    | Estádio Caroline Faye, M'Bour |
| 15:00          | Kahraba 54' | Relatório | Ferhat 67' | Árbitro: Malang Diedhiou      |

| 29 de novembro | Mali                           | 2-3       | Nigéria                        | Estádio Caroline Faye, M'Bour |
| 18:00          | Niane 55' (pen.) · Sissoko 66' | Relatório | Ajayi 16' 45+1' · Mohammed 34' | Árbitro: Hamada Nampiandra    |

| 2 de dezembro | Argélia                     | 2–0       | Mali | Estádio Caroline Faye, M'Bour |
| 15:00         | Ferhat 72' · Traoré 83' g.c | Relatório |      | Árbitro: Joshua Bondo         |

| 2 de dezembro | Nigéria                          | 2–2       | Egito                          | Estádio Caroline Faye, M'Bour |
| 18:00         | Oghenekaro 21' (pen.) 30' (pen.) | Relatório | Sobhi 47' · Amaefule 54' (g.c) | Árbitro: Antoine Effa         |

| 5 de dezembro | Egito | 0–1       | Mali            | Estádio Caroline Faye, M'Bour |
| 15:00         |       | Relatório | Ragab 18' (g.c) | Árbitro: Hudu Munyemana       |

| 5 de dezembro | Argélia | 0–0       | Nigéria | Estádio Léopold Sédar Senghor, Dakar |
| 15:00         |         | Relatório |         | Árbitro: Malang Diedhiou             |

## Fase final
|  | Semifinais            | Semifinais            |   |                        | Final                  | Final |  |
|  |                       |                       |   |                        |                        |       |  |
|  | 9 de dezembro – Dakar |                       |   |                        |                        |       |  |
|  | Senegal               | 0                     |   |                        |                        |       |  |
|  | Nigéria               | 1                     |   |                        |                        |       |  |
|  |                       |                       |   |                        |                        |       |  |
|  |                       |                       |   |                        | 12 de dezembro – Dakar |       |  |
|  |                       |                       |   |                        | Nigéria                | 2     |  |
|  |                       | Argélia               | 1 |                        |                        |       |  |
|  |                       |                       |   |                        |                        |       |  |
|  |                       |                       |   |                        |                        |       |  |
|  |                       |                       |   |                        | Terceiro lugar         |       |  |
|  | 9 de dezembro – Dakar | 9 de dezembro – Dakar |   | 12 de dezembro – Dakar | 12 de dezembro – Dakar |       |  |
|  | Argélia               | 2                     |   | Senegal                | 0(1)                   |       |  |
|  | África do Sul         | 0                     |   |                        | África do Sul          | 0(3)  |  |

### Semifinais
| 9 de dezembro | Senegal | 0–1       | Nigéria               | Estádio Léopold Sédar Senghor, Dakar |
| 15:00         |         | Relatório | Oghenekaro 76' (pen.) | Árbitro: Redouane Jiyed              |

| 9 de dezembro | Argélia                       | 2–0       | África do Sul | Estádio Léopold Sédar Senghor, Dakar |
| 18:30         | Darfalou 8' · Benkhemassa 49' | Relatório |               | Árbitro: Juste Ephrem Zio            |

### Disputa pelo terceiro lugar
| 12 de dezembro | Senegal | 0-0       | África do Sul | Estádio Léopold Sédar Senghor, Dakar |
| 16:00          |         | Relatório |               | Árbitro: Hudu Munyemana              |

|                 |     | Penalidades                            |  |
| Badji Diaw Sarr | 1–3 | Motupa Mngonyama Masuku Dolly Mahlambi |  |

### Final
| 12 de dezembro | Nigéria                   | 2–1       | Argélia        | Estádio Léopold Sédar Senghor, Dakar |
| 19:00          | Oghenekaro 13' (pen.) 39' | Relatório | Tope 30' (g.c) | Árbitro: Hamada Nampiandra           |

## Artilharia
5 gols
- Etebo Oghenekaro

2 gols
- Zinedine Ferhat
- Junior Ajayi
- Mouhamadou Diallo
- Ibrahima Keita
- Menzi Masuku
- Gift Motupa
- Haythem Jouini

1 gol
- Mohamed Benkhemassa
- Oussama Darfalou
- Kahraba
- Ramadan Sobhi
- Souleymane Coulibaly
- Abdoulaye Diarra
- Adama Niane
- Usman Mohammed
- Ibrahima Diédhiou
- Sidy Sarr
- Phumlani Ntshangase
- Ronald Kampamba
- Conlyde Luchanga
- Billy Mutale

1 gol contra
- Youssouf Traoré (gol a favor da Argélia)
- Chizoba Amaefule (gol a favor do Egito)
- Oduduwa Segun Tope (gol a favor da Argélia)